# Lettre à France (téléfilm)
Pour la chanson de Michel Polnareff, voir Lettre à France.
Pour plus de détails, voir Fiche technique et Distribution.
Lettre à France est un téléfilm français de Stéphane Clavier diffusé en 2015.

## Synopsis
France est une femme qui croit tout contrôler, en particulier sa famille. Gloria sa mère qu’elle croyait morte, réapparaît dans sa vie.
France se demande alors comment elle peut avoir une mère aussi différente qui a fait les tournées de Michel Polnareff, qui vient tout droit d’une époque où tout était permis, qu'elle envie parfois mais qui lui fait aussi peur. France et Gloria se disputent mais finissent par se rapprocher...

## Fiche technique
- Réalisation : Stéphane Clavier
- Scénario : Jean-Luc Goossens, Charlotte Sanson, Benjamin Dupas, Fanny Herrero d'après l'œuvre de Benjamin Dupas et Fanny Herrero
- Adaptation et dialogues :
- Directeur de la photographie :
- Montage :
- Musique : Fabrice Aboulker
- Production : EuropaCorp Télévision
- Genre : Drame
- Pays :  France
- Durée : 86 minutes (1 h 26)
- Date de diffusion : 2015

## Distribution
Sauf indication contraire, les informations mentionnées dans cette section peuvent être confirmées par la base de données cinématographiques IMDb,  présente dans la section « Liens externes ».
- Julie Ferrier : France
- Catherine Jacob : Gloria
- Didier Flamand : Guy
- Gil Alma : Olivier
- David Baiot : JP
- Clémence Lassalas : Mia
- Arthur Orcier : Antoine
- Marc Aulnay : Évêque
- Damien Gouy : Prêtre journaliste
- Christophe Véricel : Délégué syndical
- Alexandra Morales : Secrétaire
- Alain Bert : Vieil ouvrier
- Malonn Lévana : Lily
- Néo Rouleau : Yohan
- Bastien Bernal : Organisateur festival
- Guillaume Gamand : Policier festival
- Ronan Rouanet : Christian